# Thalassomedon haningtoni
Il talassomedonte (Thalassomedon haningtoni) è un rettile marino estinto, appartenente ai plesiosauri. Visse all'inizio del Cretaceo superiore (Cenomaniano, circa 95 milioni di anni fa) e i suoi resti fossili sono stati ritrovati in Nordamerica.

## Descrizione
Questo animale era lungo circa 12 metri e rappresenta quindi uno dei più grandi plesiosauri noti. Il solo collo misurava circa 6 metri, circa la metà della lunghezza dell'animale stesso, ed era composto da 63 vertebre. Le zampe erano trasformate in strutture simili a pinne lunghe circa un metro e mezzo. Il cranio era lungo 47 centimetri e i denti aguzzi potevano raggiungere la lunghezza di 5 centimetri.

## Classificazione
I fossili di questo animale furono ritrovati per la prima volta nel 1939 e provenivano dalla formazione Graneros nella contea di Baca, in Colorado, risalente all'inizio del Cretaceo superiore (Cenomaniano, circa 95 milioni di anni fa). Thalassomedon (il cui nome significa "re dei mari") è considerato un tipico rappresentante degli elasmosauridi, un gruppo di plesiosauri dal collo particolarmente allungato. 

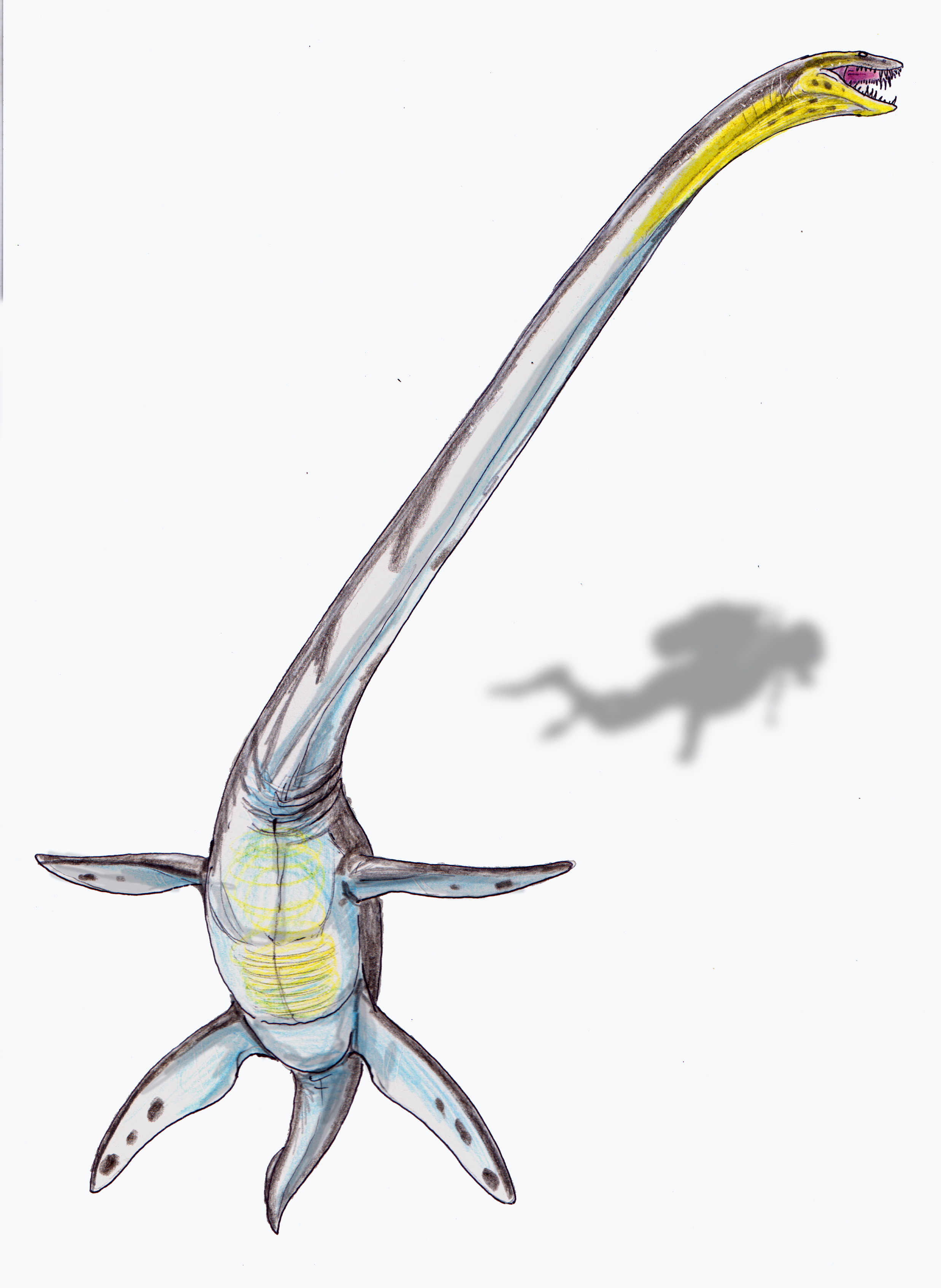
Ricostruzione di Thalassomedon haningtoni

Descritto per la prima volta da Welles nel 1943, Thalassomedon haningtoni è uno dei più antichi elasmosauri vissuti nel Canale Interno Occidentale, il grande braccio di mare che ricopriva parte degli attuali Stati Uniti centrali nel corso del Cretaceo. Il suo più stretto parente era probabilmente Elasmosaurus, il genere più specializzato della famiglia. Di Thalassomedon sono stati ritrovati vari esemplari di diverso grado di conservazione, alcuni dei quali sono esposti in vari musei degli Stati Uniti. La specie di plesiosauri nota come Alzadasaurus riggsi, descritta anch'essa da Welles nel 1943, è stata in seguito considerata un sinonimo di Thalassomedon (Carpenter, 1999).

## Paleobiologia
Sono state ritrovate delle pietre nella zona dello stomaco (gastroliti), che hanno condotto alcuni paleontologi a ipotizzare che queste fossero usate come zavorra o durante la digestione; se quest'ultima ipotesi fosse corretta, l'azione dello stomaco doveva far sì che le pietre sminuzzassero il cibo ingerito.